# Sei solo tu
Sei solo tu è un singolo del cantante italiano Nek, pubblicato il 9 maggio 2002 come primo estratto dal settimo album in studio Le cose da difendere.

## Descrizione
Il brano è stato scritto da Cheope e dallo stesso Nek e ha visto la partecipazione vocale della cantante italiana Laura Pausini. Viene tradotto in lingua spagnola con il titolo Tan sólo tú, inserita nell'edizione spagnola dell'album, intitolata Las cosas que defenderé.
Sei solo tu ha avuto un buon successo in Italia, venendo trasmesso frequentemente in radio al punto da conquistare il primo posto della classifica radiofonica.

## Video musicale
Intorno allo stesso periodo è stato reso disponibile il video per il brano, sia nella versione originale che in quella spagnola.

## Tracce
CD promozionale (Italia)
1. Sei solo tu – 3:18

CD singolo (Italia)
1. Sei solo tu (featuring Laura Pausini) – 3:18
2. Sei solo tu (versione strumentale) – 3:19

CD maxi-singolo (Italia)
1. Sei solo tu (featuring Laura Pausini) – 3:19
2. Sei solo tu (versione strumentale) – 3:19
3. En el tren – 3:57

CD promozionale (Germania, Messico)
1. Tan sòlo tù (featuring Laura Pausini) – 3:17

## Formazione
- Nek - voce, cori
- Laura Pausini - voce
- Paolo Costa - basso
- Alfredo Golino - batteria
- Riccardo Galardini - chitarra acustica
- Massimo Varini - chitarra acustica, cori, chitarra elettrica
- Dado Parisini - tastiera, programmazione

## Pubblicazioni
Sei solo tu senza la partecipazione di Laura Pausini (che comunque funge solo da corista) viene inserita negli album di Nek The Best of Nek - L'anno zero del 2003 e E da qui - Greatest Hits 1992-2010 del 2010. Nella versione solista, la frase della Pausini Quel che resta sei viene sostituita da un'eco.

## Classifiche
| Classifica (2002)            | Posizione massima |
| ---------------------------- | ----------------- |
| Francia                      | 55                |
| Italia                       | 3                 |
| Stati Uniti (Latin Song)     | 36                |
| Stati Uniti (Latin Pop Song) | 17                |
| Svizzera                     | 46                |